# Agnès Guillemot
Agnès Guillemot (* 3. Dezember 1931 in Roubaix, Frankreich; † 17. Dezember 2005 in Paris) war eine französische Filmeditorin, eine zentrale Repräsentantin ihres Berufsstandes bei der Nouvelle Vague. 

## Leben
Die aus dem Norden Frankreichs stammende Agnès Perche, seit ihrer Eheschließung mit dem späteren Regisseur Claude Guillemot (1935–2014) dessen Nachnamen tragend, hatte von 1953 bis 1955 ihre Ausbildung am Institut des hautes études cinématographiques, der Pariser Filmhochschule, erhalten und anschließend als Schnittassistentin begonnen. Gegen Ende des Jahrzehnts knüpfte sie Kontakte mit jungen, ambitionierten Filmemachern der Nouvelle Vague und wurde von 1960 bis 1967 die Editorin bei nahezu sämtlichen Filmen Jean-Luc Godards. Ende der 1960er Jahre montiere Agnès Guillemot auch eine Reihe von François Truffauts Werken. Ihre späteren Filme sind von geringerer Bedeutung, einige Kooperationen mit dem Regisseur Jean-Charles Tacchella und dessen Kollegin Catherine Breillat verdienen dennoch Beachtung.

## Filmografie
- 1958: Voyage en Boscavie (Kurzfilm)
- 1960: Der kleine Soldat (Le petit soldat)
- 1961: Eine Frau ist eine Frau (Une femme est une femme)
- 1962: Die Geschichte der Nana S. (Vivre sa Vie)
- 1962: Die sieben Todsünden (Les sept péchés capitaux)
- 1962: Die Karabinieri (Les Carabiniers)
- 1963: Die Verachtung (Le Mépris)
- 1963: Die Frauen sind an allem schuld (Les plus belles escroqueries du monde)
- 1964: Die Außenseiterbande (Bande à part)
- 1964: Eine verheiratete Frau (Une femme mariée)
- 1965: Lemmy Caution gegen Alpha 60 (Alphaville, une étrange aventure de Lemmy Caution)
- 1965: Masculin – Feminin oder: Die Kinder von Marx und Coca-Cola (Masculin – féminin: 15 faits précis)
- 1966: Made in USA
- 1966: Renn nicht ins offene Messer (Le chien fou)
- 1966: Zwei oder drei Dinge, die ich von ihr weiß (Deux ou trois choses que je sais d’elle)
- 1966: Das älteste Gewerbe der Welt (Le plus vieux métier du monde) (eine Episode)
- 1967: Die Chinesin (La Chinoise)
- 1967: Weekend
- 1968: Blaue Gauloises (Les gauloises bleues)
- 1968: La trève (nicht aufgeführt)
- 1968: Geraubte Küsse (Baisers volés)
- 1969: Das Geheimnis der falschen Braut (La sirène du Mississippi)
- 1970: Der Wolfsjunge (L’enfant sauvage)
- 1970: Tisch und Bett (Domicile conjugal)
- 1975: Cousin, Cousine
- 1976: Das blaue Land (Le pays bleu)
- 1978: Ich liebe dich seit langem (Il y a longtemps que je t’aime)
- 1981: Zeit der Sehnsucht (Croque la vie)
- 1983: Duell ohne Gnade (La diagonale du fou)
- 1984: Die Kunst, verliebt zu sein (Escalier C)
- 1986: Fuegos
- 1987: Die Bestie (La brute)
- 1988: La lumière du lac
- 1990: Weekend für zwei (Un week-end sur deux)
- 1990: Schmutziger Engel (Sale comme un ange)
- 1991: Nord
- 1994: Les amoureux
- 1994: Der Lieblingssohn (Le fils préféré)
- 1995: Vergiß nicht, daß du sterben mußt (N’oublie pas que tu vas mourir)
- 1996: Eine perfekte Liebe (Parfait d’amour)
- 1998: Romance XXX (Romance)